# Pomaré III.

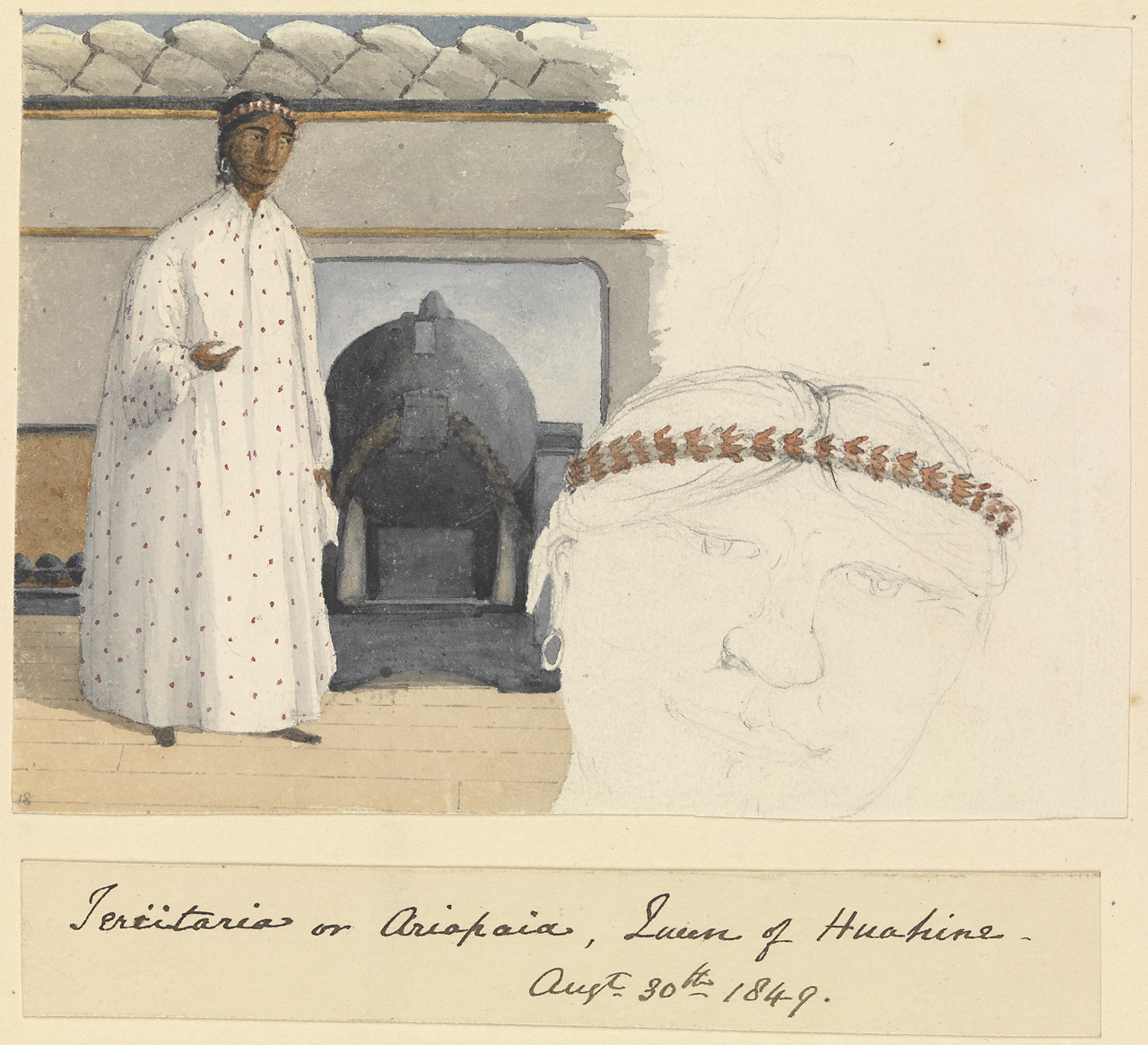
Seine Mutter Teri'itaria

Teri'itaria Pomaré (* 25. Juni 1820; † 11. Januar 1827) war als Pomare III. zwischen 1824 und 1827 König von Tahiti.

## Herkunft und Familie

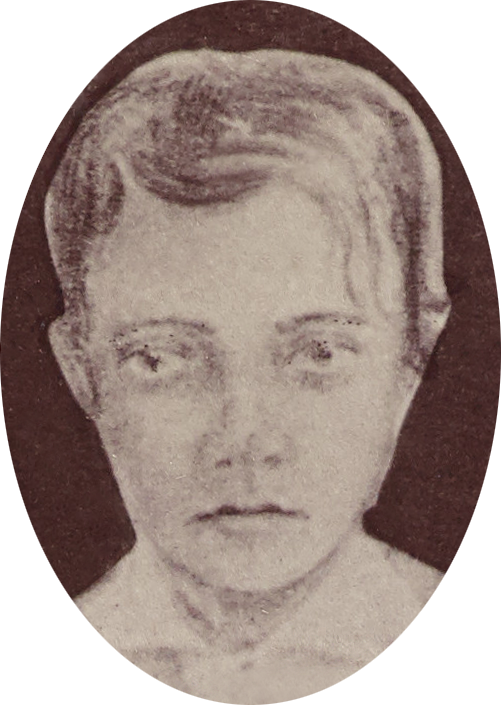
Pomare III

Der als „ari’i rahi“ (König oder Haupt-Chef) geborene Teri'itaria, Sohn von Pomaré II. und dessen 4. Frau Teri'itaria (1790–1858), war als Kind König und wurde nur 7 Jahre alt.
Seine Krönung fand am 22. April 1824 in Papaoa, der Residenz der Pomares in Arue, statt. Anschließend besuchte er die Schule der South Sea Academy in Papetoai, die im März 1824 auf der Insel Moorea gegründet wurde.
Als sein Vater 1821 starb, wurde seine Mutter Teriitaria Ariipaia vahine, Königin von Huahine und Tochter von Tamatoa III. dem König von Raiatea, Vormundschafts-Regentin von Tahiti bis zu seinem Tode 1827.
Anschließend wurde seine Schwester Aimata Pomaré IV. Königin von Tahiti. Sie war die 1. Tochter von Pomare II. und dessen 3. Frau Terito i te rai. Terito adoptierte Arii Taimai, die aus dem Familien-Clan der Tuiterai (Amo, Opuhara und Tati, ihrem Großvater) und dem Clan Aromaterai (Marama war ihre Mutter) abstammte, und vereinigte so das Haus Papara mit dem Haus der Pomarés.

## Erläuterung
In der aristokratischen Gesellschaft der führenden Familien-Clans auf Tahiti ersetzte der Sohn immer den Vater, dessen Autorität nach der Geburt seines Kindes sich nur noch auf dessen Vormundschaft beschränkte. Waren keine männlichen Nachkommen vorhanden, ging der Rang des „ari’i rahi“ auf die weiblichen Familienmitglieder über. Jedes Kind bekam einen Namen durch Vater und Mutter, durch Adoptiveltern, durch Herkunft oder durch eine neue Stellung in der Gesellschaft und war somit bei Nachbarn unter verschiedenen Namensvariationen bekannt.